# Chris Canis

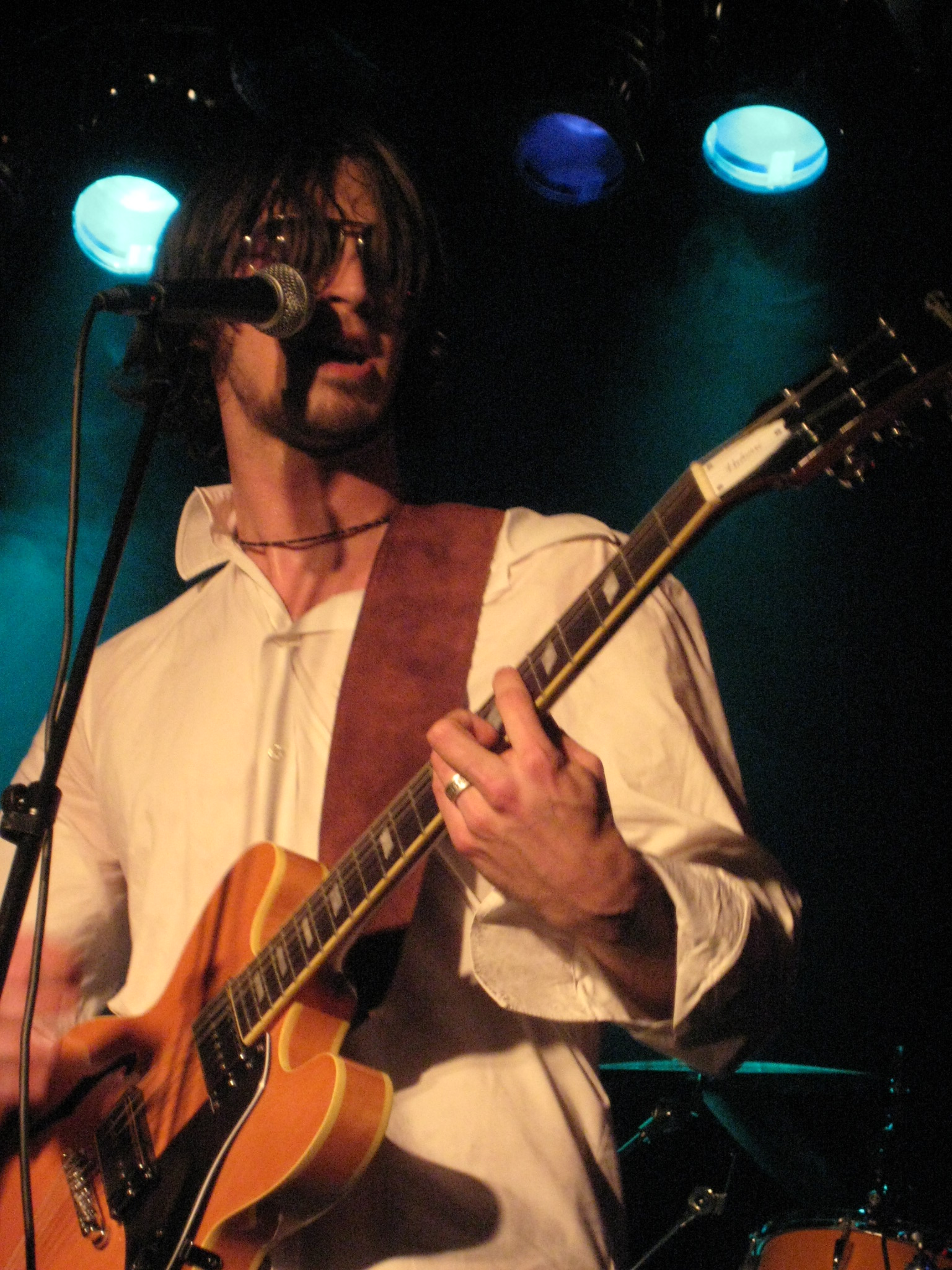
Chris Canis bei einem Konzert im B72 Wien im Jahr 2013.

Chris Canis (bürgerlich Christoph Hahn; * 14. August 1984 in Tulln) ist ein österreichischer Musiker, Schriftsteller, Produzent und Inhaber des Independent-Labels Canis Records.

## Musik
Als Multiinstrumentalist tritt Canis live mit Klavier, Gitarre, Bass und Gesang in Erscheinung. Im Studio zudem auch mit Cello und Synthesizern. Er ist ebenfalls Sänger der Wiener Elektro-Rock Formation Turm & Strang, die mit ihrem Industrial-Sound und den lyrischen deutschsprachigen Texten der Steampunk-Szene zuzuordnen ist. Canis befasst sich zudem mit elektronischer Tongestaltung und schreibt Streicher- und Orchesterarrangements. Zu seinen musikalischen Tätigkeitsfeldern zählen ferner Kompositionen für Theater, Hörspiel und Film.
Als Produzent arbeitet Canis überwiegend mit Musikern aus den verschiedensten Rockgenres zusammen, aber auch mit Singer-Songwritern und Künstlern aus der Klassik-Szene. Er ist Initiator der Charity-Compilation-Reihe „Feat. Respect“. Besonders enge Zusammenarbeit pflegt Canis mit dem österreichischen Schauspieler und Musiker Andreas Hajdusic sowie dem Musiker Straywell.

## Werke

### Diskografie (Auswahl)
- 2007: Chris Canis – Lioness, Single (Canis Records)
- 2010: Chris Canis – The Duke, Single (Canis Records)
- 2013: Chris Canis – Mighty Ducks, Single (Canis Records)
- 2016: Turm & Strang – Laudanum ins Ohr, Album (Canis Records)
- 2016: Turm & Strang – Sukkubus, Single (Canis Records)
- 2016: Turm & Strang – Nebelmanöver, Single (Canis Records)
- 2016: Turm & Strang – Dionysos Pass, Single (Canis Records)
- 2017: Turm & Strang – Schwarzes Licht & Weißes Rauschen, EP (Canis Records)
- 2018: Chris Canis – 7.6, Single (Canis Records)
- 2021: Chris Canis feat. Straywell – Upper Class Underdogs, Album (Canis Records)
- 2022: Turm & Strang – Die Arbeiter von Wien, Single (Canis Records)

### Bücher
- Die Wellenbrecherin, Roman, Text/Rahmen Verlag, Wien 2020
- Landra – Kurt Cobains Leben nach 1994, Roman, Bibliothek der Provinz, Weitra 2022